# Ambler Hodges Moss
Ambler Hodges Moss (Baltimore, 1 de setembre de 1937 - 28 de desembre de 2022) va ser un diplomàtic i advocat estatunidenc, interessat en la política catalana. Estava casat amb Serena Welles Moss i tenien quatre fills.

## Biografia
Graduat en Ciències Polítiques i Econòmiques a la Universitat Yale el 1960, fou destinat com a vicecònsol al Consolat General dels EUA a Barcelona, a la via Laietana, entre els anys 1964 i 1966, des d'on fou testimoni de la presa de consciència de la societat catalana en la lluita per la recuperació de les llibertats i la democràcia, va mantenir contactes tant amb els opositors a la dictadura franquista com amb les autoritats de l'època i va promoure el reconeixement del català com a idioma propi de Catalunya en els serveis del Departament d'Estat dels Estats Units. També ingressà a l'Armada dels Estats Units i és membre vitalici de l'American Legion i de la Navy League.
En 1970 es doctorà en dret per la Universitat George Washington i el 1972-1976 treballà com a assessor jurídic per a la firma Coudert Brothers de Brussel·les, on s'especialitzà en transaccions comercials internacionals i legislació antitrust.
Continuà la seva carrera diplomàtica com a membre de la delegació dels Estats Units a l'Organització d'Estats Americans (OEA) i del 1978 al 1982 fou ambaixador dels EUA a Panamà, on havia estat designat pel president dels Estats Units James Carter per a negociar la devolució del Canal de Panamà davant el president Omar Torrijos el 1976-1977. Arran del seu paper de 1995 a 2001 formà part de la Comissió Consultiva Estats Units - Panamà. Durant la celebració a Miami de la I Cimera de les Amèriques (1994) fou membre del seu Comitè de Direcció.
Interessat per la realitat política i cultural catalana, fou guardonat amb la Creu de Sant Jordi el 1986. El 1994 va patrocinar l'oficina a Miami del Consorci de Promoció Comercial de Catalunya (COPCA) i fou un dels artífex de l'Acord de Cooperació entre Florida i Catalunya, arran del qual el 1996 va visitar Catalunya el governador de Florida, Lawton Chiles, i el president Jordi Pujol visità Miami. Era membre del jurat del Premi Internacional Catalunya.
Del 1984 al 1994 fou professor d'Estudis Internacionals a la Universitat de Miami i director del Dante B. Fascell North-South Center el 1984-2004. Des del 2008 era membre de la Secció de Filosofia i Ciències Socials de l'Institut d'Estudis Catalans. També era membre, entre d'altres, de les societats següents: Council on Foreign Relations (amb seu a Nova York), del Royal Institute of International Affairs (amb seu a Londres) i de l'International Institute of Strategic Studies (amb seu a Londres).
El novembre de 2014 va signar el manifest «Deixin votar els catalans», juntament amb altres personalitats internacionals. El gener de 2021, fou una de les 50 personalitats que signar el manifest «Dialogue for Catalonia», promogut per Òmnium Cultural i publicat a The Washington Post i The Guardian, a favor de l'amnistia dels presos polítics catalans i del dret d'autodeterminació en el context del procés independentista català. Els signants lamentaren la judicialització del conflicte polític català i conclogueren que aquesta via, lluny de resoldre'l, l'agreuja: «ha comportat una repressió creixent i cap solució». Alhora, feren una crida al «diàleg sense condicions» de les parts «que permeti a la ciutadania de Catalunya decidir el seu futur polític» i exigiren la fi de la repressió i l'amnistia per als represaliats.
El mes d'abril del 2017, pocs mesos abans del referèndum de l'1-O, Moss va ser gestionar la reunió entre el president Carles Puigdemont i Jimmy Carter que va tenir lloc a Atlanta, on hi ha la seu de la fundació de l’ex-president nord-americà.

## Obres
- (Quatre) barres i estrelles. Memòries d'un ambaixador nord-americà a Catalunya (2006)